# Éducation (psychologie analytique)
Dans le cadre de la psychologie analytique, l'éducation  commence par celle de l'éducateur, en particulier au travers d'un apprentissage de soi, une connaissance de soi. Le présupposé étant que si l'on se connaît mieux, on peut mieux agir envers les autres, en particulier envers les enfants. 
Les travaux jungiens de l'éducation sont en général, mal connus du grand public et mal diffusé.
C’est l'écriture de l'ouvrage Carl Gustav Jung, Psychologie et éducation (suite d'articles, de 1916 à 1942), qui le premier aborda psychologie analytique et éducation.  Cet ouvrage donna lieu par la suite  à  la création d'une pensée jungienne de l'éducation. 
Carl Gustav Jung, puis quelques auteurs issues du monde de l'éducation (Éducateur, pédagogue, chercheur en sciences de l'éducation) mais aussi mais aussi de psychologue jungien travaillant sur le thème de l'éducation, ont alors  développés « une pensée et une pédagogie » spécifiques. 
« …   L’œuvre de Carl Gustav Jung conduit à considérer que la relation pédagogique ne met pas seulement en jeu des contenus ou des consignes rationnelles, mais aussi une influence tenant à la sensibilité et à la personnalité du pédagogue. L’éducation n’est alors plus de l’ordre du seul discours, mais tient également aux dispositions psychiques de l’adulte. Or ces dispositions échappent largement aux méthodes pédagogiques programmées d’avance, et dépendent au contraire de ce que l’éducateur est dans le plus intime de sa psychologie. Cette attention portée à l’équation personnelle de l’adulte constitue une véritable révolution copernicienne de la pédagogie, car si l’être de l’éducateur devient la principale détermination de l’influence qu’il exerce sur l’enfance, ce sera tout d’abord lui qui devra être éduqué…  »

## Éducation et psychologie analytique

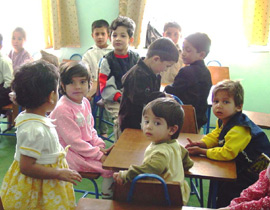
Classe d'école maternelle en Afghanistan

### Les travaux jungiens sur le thème  « Psychologie et Éducation »
Dans la préface à l’édition hébraïque de « Psychologie et éducation » de Jung, (1958) on souligne que  l'importance des apports de la psychologie analytique en ce  qu'il y a d'original et de centrale :  la place faite à l'éducateur qui doit apprendre à se connaître.
« …  la psychologie analytique a contribué à la connaissance : a) des adultes qui souffrent encore d’infantilisme perturbant ; b) des relations complexes entre parents et enfants ; c) des enfants eux-mêmes. Les désordres psychiques des enfants sont généralement liés à la psychologie et aux attitudes des parents et des éducateurs et on propose que la plus importante question après l’éducation de l’enfant soit celle de l’éducation même de l’éducateur…  »
C’est l'écriture de l'ouvrage Carl Gustav Jung, « Psychologie et éducation », qui le premier aborda psychologie analytique et éducation.  Cet ouvrage donna lieu par la suite à la création d'une pensée jungienne de l'éducation. 
En plus de son ouvrage sur « Psychologie et éducation », Carl Gustav Jung  donna un cycle en trois conférences sur l'éducation. Ce cycle servit aussi de matière de réflexion aux auteurs de l'éducation soucieux de cette approche.

#### L'ouvrage de Jung « Psychologie et Éducation »
L'ouvrage de C.G. Jung aborde plusieurs questions, on y trouvera : 
- La question de la répétition :

«  On connaît trop les lourds dommages, qui durent souvent la vie entière, et qui résultent d’une stupide éducation à la maison ou à l’école, et l’on sait la pressante nécessité de méthodes pédagogiques rationnelles. 
Mais, pour saisir vraiment ce mal à la racine, il faut se poser avec le plus grand sérieux la question de savoir comment il s’est fait et comment il se fait que des méthodes éducatives sottes et bornées sont toujours employées. C’est, sans aucun doute, purement et simplement qu’il y a des éducateurs incompréhensifs qui ne sont pas des hommes, mais des automates méthodiques personnifiés
. »
- La question de la personnalité chez l'éducateur :

«  Qui veut éduquer, doit être lui-même éduqué. Or, l’étude par cœur, qui est toujours pratiquée, et l’utilisation mécanique de méthodes, ce n’est pas de l’éducation, ni pour l’enfant, ni pour l’éducateur. On dit continuellement qu’il faut développer la personnalité de l’enfant. J’admire bien entendu ce haut idéal d’éducation. Mais qui éduque en vue de la personnalité ? »
- La question de l'éducateur « professionnel » :

«  La première place, la plus importante, est occupée par des parents d’ordinaire incompétents qui bien souvent restent toute leur vie à moitié ou même tout à fait des enfants. Et qui donc finalement, pourrait attendre de tous les parents ordinaires qu’ils soient des « personnalités », et qui donc a jamais pensé à imaginer des méthodes pour donner aux parents de la « personnalité » ?  C’est pour cette raison que l’on attend tout naturellement davantage du pédagogue, spécialiste formé à qui l’on a tant bien que mal enseigné la psychologie, c’est-à-dire les points de vue de celui-ci ou de celui-là, le plus souvent d’opinions fondamentalement différentes, à qui l’on a appris comment l’enfant est présumé être constitué et comment il faut le traiter. Des jeunes gens qui ont choisi la pédagogie pour profession ont posé à priori qu’ils ont été eux-mêmes éduqués. Sont-ils tous, tant qu’ils sont, des « personnalités » ? Personne sans doute, ne voudrait l’affirmer. Ils ont, l’un dans l’autre, reçu la même éducation défectueuse que les enfants qu’ils doivent éduquer et ne sont en général pas davantage des personnalités que ne le sont ceux-là. »
- La question du doute :

« 
Notre problème éducatif souffre en somme de ne viser unilatéralement que l’enfant qu’il faut élever et de négliger aussi unilatéralement le fait que les éducateurs adultes n’ont pas été eux-mêmes éduqués. Après avoir terminé le cycle de ses études, chacun a l’impression d’en avoir fini avec l’éducation, d’être, en un mot, un adulte. Il ne peut certes en être autrement ; il faut qu’il soit fermement persuadé de sa compétence pour pouvoir affronter la lutte pour l’existence. Le doute et le sentiment d’incertitude le paralyseraient et l’entraveraient, ils enfouiraient la foi si nécessaire en sa propre autorité et le rendraient inapte à l’exercice de sa profession. On veut l’entendre dire qu’il connaît son affaire et qu’il en est sûr, et non qu’il doute de lui-même et de sa compétence. Le spécialiste est condamné de façon absolue à la compétence. »
- La question du développement de soi pour l'éducateur :

« 
Personne ne peut développer la « personnalité » qui n’en a pas lui-même. Et ce n’est pas l’enfant, c’est uniquement l’adulte qui peut atteindre à la personnalité comme fruit mûr d’une activité de vie orientée vers ce but. Car dans l’accès à la personnalité, il n’y a rien moins que le déploiement le meilleur possible de la totalité d’un être unique et particulier. On ne saurait prévoir le nombre infini de conditions qu’il faut remplir pour cela. Toute une vie humaine avec ses aspects biologique, social et psychique y est nécessaire. La personnalité, c’est la suprême réalisation des caractéristiques innées de l’être vivant particulier. La personnalité, c’est l’action du plus grand courage de vivre, de l’affirmation absolue de l’existant individuel et de l’adaptation la plus parfaite au donné universel avec la plus grande liberté possible de décision personnelle. Élever quelqu’un en vue de cela me semble n’être pas une petite affaire. C’est sans doute la tâche la plus haute que se soit donnée le monde moderne de l’esprit. »

#### Présentation du contexte des travaux
Les travaux jungiens de l'éducation sont en général, mal connus du grand public et mal diffusés. Toutefois, on pourra trouver quelques auteurs francophones ou bien  traduits:
- Clifford Mayes Psychologue qui a posé les éléments théoriques pour une pédagogie archétypale. Ouvrage : Jung and education : elements of an archetypal pedagogy,ed. Rowman & Littlefield, 2005

- René Barbier, Universitaire et chercheur en sciences de l'éducation. Il a développé énormément l'approche transversale et a apporté à la recherche-action en sciences humaines.

- Patrick Estrade est psychologue et pédagogue jungien. Il s'est fait  connaître dans les années 1980, pour avoir développé une approche autour du concept d'école de la vie et d'être allé jusqu'à envisager la réalisation d'une structure expérimentale.

- Carole Sédillot est pédagogue jungienne. Fondatrice d'un centre de recherche sur le symbolisme. Elle a démocratisé  les approches jungiennes auprès du grand public.

- Jean-Daniel Rohart est professeur dans l'enseignement public français et pédagogue jungien. Il a produit de nombreux écrits sur les approches jungiennes possibles au sein de l'éducation nationale.

### Le cycle en trois conférences sur l'éducation.

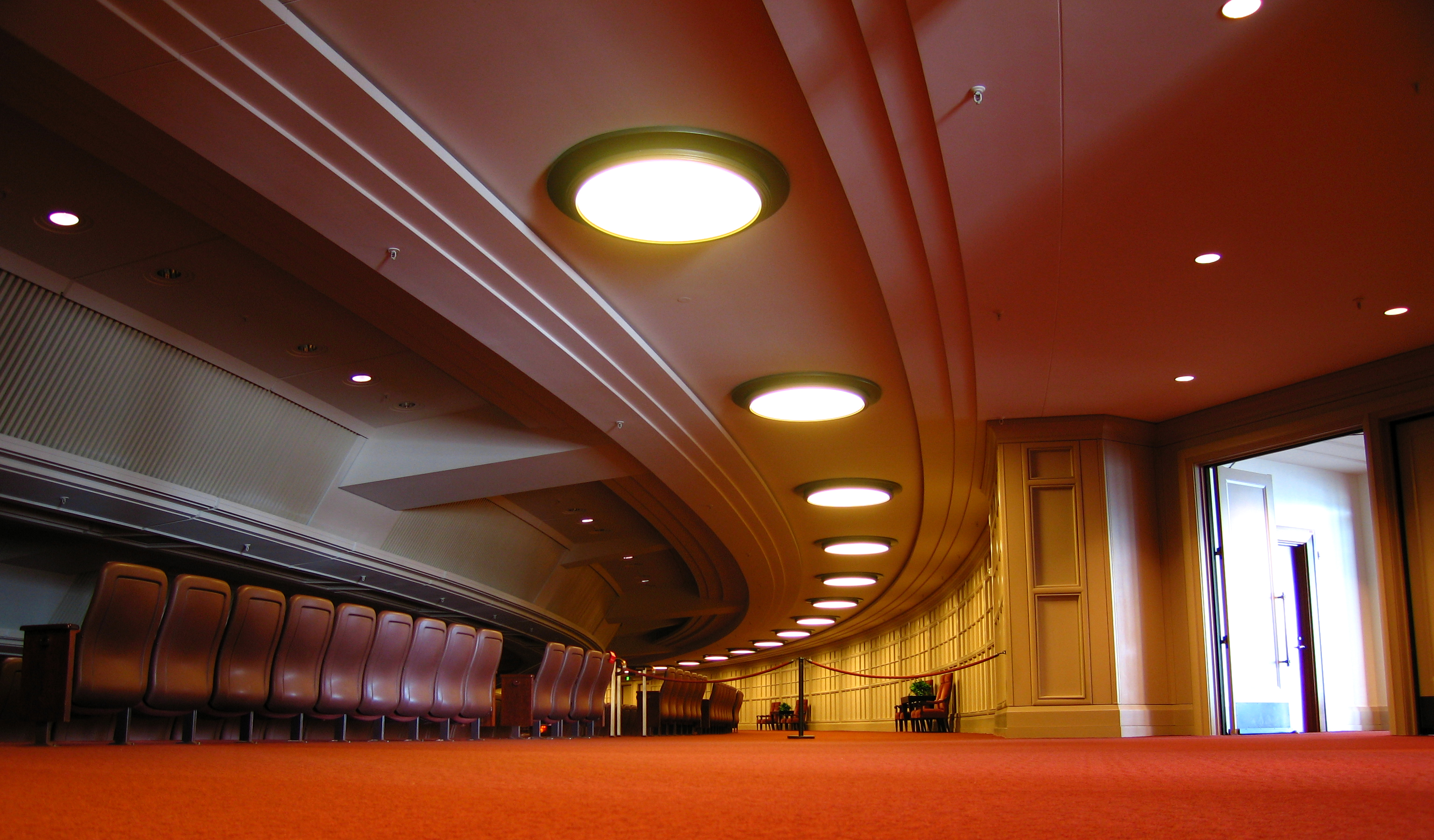

#### Psychologie analytique et éducation, première conférence
Première conférence en 1926.  Résumé in Jung, Collected Works (p. 63-80)., (§127-155), & Jung, Psychologie et éducation, Buchet Chastel, Paris 1963, (p. 11-34)
« … Une brève description des grandes lignes du développement de la psychologie est présentée et énumération de ses principales réalisations – analyse des rêves, découverte de l’inconscient et rôle de l’inconscient dans les désordres mentaux–. Une connaissance de la psychologie analytique et de l’analyse des rêves est recommandée aux éducateurs qui souhaitent comprendre leurs élèves. Puisque les découvertes de la psychologie anormale éclaire le comportement normal, cinq études de cas d’enfants perturbés sont utilisées pour illustrer les cinq groupes principaux de troubles psychiques : enfants arriérés, enfants psychopathes, enfants épileptiques, et les différentes sortes d’enfants névrotiques et psychotiques. De plus, parce que l’analyse des enfants est difficile, les éducateurs sont vivement incités à considérer de façon symbolique et non littérale des élaborations telles que le complexe d’Œdipe et à rejeter la théorie freudienne disant que la relation entre parents et enfants est principalement de nature sexuelle. Au lieu de considérer l’attirance sexuelle de l’enfant pour ses parents comme un facteur causal primaire de névrose, on pense que le matériel refoulé dans l’inconscient des parents provoque chez ceux-ci des névroses qui à leur tour se propagent dans l’inconscient de l’enfant. Les états névrotiques passent donc de génération en génération par contagion. Il est proposé qu’on remédie à cette situation en faisant en sorte que les parents se confrontent volontairement au matériel refoulé dans leur propre inconscient…  »

#### Psychologie analytique et éducation, deuxième conférence
Deuxième conférence. Résumé in Jung, Collected Works (p. 81-107), (§156-198), & Jung, PSYCHOLOGIE ET EDUCATION, Buchet Chastel, Paris 1963, (p. 35-77)
« … Les hypothèses psychologiques de Freud et d’Adler sont analysées et comparées avec les méthodes, buts et motivations de la psychologie analytique. La théorie de Freud, basée sur les ramifications de l’instinct sexuel dans la psyché humaine et les concepts d’Adler de préservation de soi sont toutes les deux rejetées en tant qu’explication des causes dernières du comportement humain, car de telles hypothèses unilatérales ignorent les complexités. Les différences entre les concepts jungiens et freudiens du développement psychique sont illustrées par la référence à la religion et aux relations parents/enfants. La psychologie scientifique est alors examinée et considérée comme étant à la fois une science de l’homme et de la nature en raison de son objet et de sa méthodologie. Son rôle parmi les sciences est d’explorer l’outil même de l’investigation. En réponse aux critiques qui soutiennent qu’à cause de la nature arbitraire du moi, le sujet, matière de la psychologie est au-delà de l’étude scientifique, on objecte que la psyché, liée au conscient, est préexistante et transcendante. L’attention est portée sur le but de la psychologie analytique : comprendre la vie telle qu’elle apparaît dans l’âme humaine, pour pouvoir aider l’individu à adapter son comportement aux demandes de la vie extérieure et à celles de son être propre. Pour atteindre ce but, les méthodes d’investigation que sont l’association, l’analyse du symptôme, l’anamnèse analytique et l’analyse de l’inconscient, sont proposées comme des moyens de sonder l’inconnu du patient. Les deux premières méthodes sont seulement brièvement décrites, tandis que les deux suivantes sont présentées en détail et illustrées de plusieurs exemples.… »

#### Psychologie analytique et éducation, troisième conférence
- Troisième conférence. Résumé in Jung, Collected Works (p. 108-132), (§199-229), & Jung, PSYCHOLOGIE ET EDUCATION, Buchet Chastel, Paris 1963, (p. 78-117)

« …  Les théories concernant les causes de névroses sont examinées en faisant la distinction entre répression et refoulement. La tendance à expliquer chaque névrose en termes de refoulement de la sexualité enfantine est rejetée parce qu’elle néglige la volonté de l’individu de réprimer un savoir et des expériences discordantes et qu’elle interprète la névrose en fonction de causes antérieures ou de conditions culturelles présentes. En conséquence, au lieu d’une approche freudienne doctrinale de la psychothérapie, il est proposé que chaque cas soit traité en accord avec ses particularités propres. Pour justifier cette dernière approche, présentation de quatre cas, dont deux s’opposent en miroir. Des éclaircissements supplémentaires sur les causes de la névrose sont tirées d’une analyse de la structure de l’inconscient. On soutient la théorie selon laquelle l’inconscient est formé de deux parties : le personnel et le collectif, le contenu de l’inconscient personnel étant formé de tout ce qui a été oublié ou réprimé par l’individu, consciemment ou inconsciemment. Celui de l’inconscient collectif consiste dans les traces mnésiques des activités psychiques qui furent répétées d’innombrables fois dans l’esprit de nos ancêtres. Bien que ni le conscient, ni l’inconscient personnel ne sont habituellement au fait de l’existence de l’inconscient collectif, des contenus de cet inconscient collectif surgiront occasionnellement dans l’inconscient personnel à travers un rêve dont le contenu et la signification mythologiques dépassent l’horizon intellectuel de l’individu…  »

## Les concepts développés

### L'Éducation

#### La bonne éducation commence par soi-même
Selon, David Lucas, docteur en philosophie, dans  « Carl Gustav Jung et la révolution copernicienne de la pédagogie », Le Portique, Numéro 18 - 2006. écrit :
« …   L’œuvre de Carl Gustav Jung conduit à considérer que la relation pédagogique ne met pas seulement en jeu des contenus ou des consignes rationnelles, mais aussi une influence tenant à la sensibilité et à la personnalité du pédagogue. L’éducation n’est alors plus de l’ordre du seul discours, mais tient également aux dispositions psychiques de l’adulte. Or ces dispositions échappent largement aux méthodes pédagogiques programmées d’avance, et dépendent au contraire de ce que l’éducateur est dans le plus intime de sa psychologie. Cette attention portée à l’équation personnelle de l’adulte constitue une véritable révolution copernicienne de la pédagogie, car si l’être de l’éducateur devient la principale détermination de l’influence qu’il exerce sur l’enfance, ce sera tout d’abord lui qui devra être éduqué…  »
Ainsi l'éducation, au sens junguien du terme, commence donc par soi-même et en général par un travail sur sa propre douleur, son histoire pour investir l'action.

#### La signification de l’inconscient dans l’éducation individuelle
Dans "La signification de l’inconscient dans l’éducation individuelle",  C.G.Jung décrit trois types d'éducation in  Collected Works (p. 147-164), (§253-283) :
« …  Trois types d’éducation sont présentés, et l’analyse des rêves est discutée en tant qu’aide à l’éducation individuelle : Le premier des trois types, l’éducation par l’exemple, est considéré comme la base de toute éducation, tirant sa force du phénomène de l’identification psychique. Le second type, l’éducation collective, est fondé sur des principes, des méthodes et des règles et son but est de réprimer les pulsions destructrices et antisociales chez l’homme. Si les élèves résistent à l’éducation collective à cause d’attitudes acquises à la maison qui les rendent inadaptés à ce type d’éducation, le troisième type, l’éducation individuelle, est requise. Le troisième type, l’éducation individuelle : C’est là que l’analyse des rêves est recommandée : puisque la conscience de l’enfant se développe à partir de l’état inconscient, on peut comprendre que les influences précoces de l’environnement restent souvent à demeure dans l’inconscient sans être modifiées par l’éducation collective. Les rêves étant le produit de l’activité psychique inconsciente, l’analyse des rêves est vue comme un moyen d’amener à la lumière de la conscience le contenu caché de l’inconscient qui doit être modifié. Pour illustrer les bénéfices thérapeutiques pouvant être tirés de l’analyse des rêves, une analyse de cas est rapportée, présentant l’analyse de deux rêves….» . »

#### Le bon moment dans sa vie  pour l'introspection et l'action
C'est dans ce que l'on nomme « la seconde partie de la vie » que Carl Gustav Jung situe ce bon moment pour apprendre de soi sur soi même. Selon l'ouvrage, « Psychologie et éducation », la première des éducations vient de celle que l'on se doit a soi-même. 
Mais cette  éducation de soi, en ce qu'elle concerne l'adulte ne se décide pas d'un point de vue intellectuel, elle apparait au cours de ce que l'on nomme le processus d'individuation.
C'est au cours de la seconde partie de la vie, où l'adulte se met à réfléchir sur lui et sur sa vie dont sa vie intérieure que le processus d'individuation peut être approché par l'homme ou la femme adulte. Finalement, 
« …  L'individuation n'a d'autre but que de libérer le Soi, d'une part des fausses enveloppes de la persona, et d'autre part de la force suggestive des images inconscientes. »
Selon des auteurs comme, René Barbier, chercheur en sciences de l'éducation qui se retrouve clairement sur cette approche jungienne, il s'agit d'une quête adaptative liée à l'âge. Cité par l'un de ces étudiants en thèse de doctorat  : 
« … René Barbier explique que l'âge est également un vecteur de transformation de son approche. Il estime que l'étape de vie qu'il atteint le prédispose davantage à l'approfondissement de son rapport à l'absolu, à la densification de sa reliance au monde, qu'à la multiplication des actions de terrain. (…) Il cite, alors, la vision de  Carl Gustav Jung, recoupant la sagesse indienne, déclinant trois tendances majeures se succédant, lors d'une trame existentielle. La première est la propension à l'aventure. La seconde se caractérise par le fait de chercher à relier sa personnalité au fonctionnement sociale (…) Elle est une quête adaptative, parsemée de conflits enrichissants. La troisième, générée par la perspective de la mort individuelle, consiste en un mûrissement, sans doute une relativisation des approches pugnaces au profit d'une recherche de sens. L'homme vise alors à apporter sa pierre à la conciliation des éléments du vivant.   »

### La connaissance de soi
C.G.Jung et ses continuateurs dont les pédagogues invitent alors à la découverte de soi et au dialogue intérieur (psychologie analytique). 

#### Le dialogue intérieur
Pour donner du sens et du nouveau, à soi même, cette théorie préconise le dialogue intérieur. Il faut d'ailleurs élever ce dialogue au niveau d'un art. 
Ainsi Carl Gustav Jung disait :  «… il faut se cultiver dans l'art de se parler à soi-même, au sein de l'affect, et d'utiliser celui-ci, en tant que cadre de dialogue, comme si l'affect était précisément un interlocuteur qu'il faut laisser se manifester, en faisant abstraction de tout esprit critique…  » . 
La psychologie analytique invite à la discussion, au sens littéral du terme. C'est-à-dire « se mettre à se parler avec soi même ».
Ce concept est né chez Carl Gustav Jung à l'époque, où il se trouva rejeté par les autres psychanalystes. Ce qu'il vécut comme un choc.

#### L'autorisation noétique
Ce concept posé par René Barbier a été développé dans une thèse de Joëlle Macrez-Maurel en 2004 : 
« L'autorisation noétique est un cheminement de connaissance de soi, un voyage intérieur (et/ou extérieur) durant lequel un processus interne et continu de transformation de Soi démarre lorsque l'individu s'ouvre (à la suite d'un flash existentiel, d'une prise de conscience de son ignorance et de sa souffrance, ou d'un questionnement sur le sens de la vie) à un profond désir de changement et se confronte à l'inconnu, rencontre des archétypes ou symboles numineux qui le touchent, l'ébranlent et lui dévoilent le réel derrière la réalité, l'esprit derrière la psyché, le monde ontologique derrière le monde des apparences, le monde de l'intelligence derrière le monde de la signification. »

#### Se consulter
Ainsi chaque archétype  peut être consulté, peut prendre la parole et on peut s'adresser à lui. C'est pourquoi les archétypes qui ont été découverts pas cette théorie ont valeur de concept. 
Ils renvoient directement à une réalité. L' « aspect féminin de l'homme », « une femme présente en l'homme » ou l"Anima« : ces trois expressions renvoient à la même chose. Cet usage d'écrire n'est pas qu'une simple convention d'écriture et de tolérance. Elle est essentielle à une compréhension de la théorie et s'étend à l'ensemble des archétypes. En effet, dans le cadre de cette théorie, on peut dire que les archétypes sont des archétypes vivants. L'exemple le plus célèbre l' »Anima" (côte féminin de l'homme ou femme en l'homme) :
« … il faut se cultiver dans l'art de se parler à soi-même, au sein de l'affect, et d'utiliser celui-ci, en tant que cadre de dialogue, comme si l'affect était précisément un interlocuteur qu'il faut laisser se manifester, en faisant abstraction de tout esprit critique. Mais, ceci une fois accompli, l'émotion ayant en quelque sorte jeté son venin, il faut alors consciencieusement soupeser ses dires comme s'il s'agissait d'affirmations énoncées par un être qui nous est proche et cher. Il ne faut d'ailleurs pas s'arrêter en cours de route, les thèses et antithèses devant être confrontées les unes avec les autres jusqu'à ce que la discussion ait engendré la lumière et acheminé le sujet vers une solution satisfaisante. Pour ce qui est de cette dernière, seul le sentiment subjectif pourra en décider. Naturellement, en pareil débat, biaiser avec soi-même et chercher des faux-fuyants ne nous serviraient de rien. Cette technique de l'éducation de l'anima présuppose une honnêteté et une loyauté pointilleuses à l'adresse de soi-même, et un refus de s'abandonner de façon prématurée à des hypothèses concernant les desidera ou les expressions à attendre de « l'autre côté ». »

## L'éducateur et l'acte éducatif

### Avant propos
Selon ce courant, être Éducateur c'est avoir une « éducation bonne », c'est-à-dire qu'il faut commencer par soi même. C'est comprendre que la  signification de l’inconscient dans l’éducation individuelle est importante et savoir qu'il y a de bons moments dans sa vie pour l'introspection et pour l'action. C'est donc s'ouvrir à la connaissance de soi et au dialogue intérieur. Cependant, cette découverte de « l'âme » n'est en rien un travail uniquement spéculatif, il est pour le pédagogue, ce qui va lui permettre d'entrer en action grâce à sa connaissance de "l'âme humaine".
Les auteurs contemporains et pédagogues comme René Barbier, Carole Sédillot, Patrick Estrade ou Jean-Daniel Rohart ne sont pas que des pédagogues qui récitent du Carl Gustav Jung, ils mènent des activités éducatives. 
Là, où Carole Sédillot a fondé un centre, où elle enseigne l'étude du symbolisme, Patrick Estrade  s'est fait connaître dans les années 1980, pour avoir développé une approche autour du concept d'école de la vie et être allé jusqu'à en réaliser une structure expérimentale. Ce dernier se situe -selon ses propres mots- « au carrefour de la psychologie, de la philosophie et de la spiritualité », Patrick Estrade se définit comme un « passeur de valeurs  » mais à y regarder de plus près les autres auteurs défendent aussi cette idée.

### L'éducateur est un passeur de finalités
René Barbier pense lui, que l'éducateur est un passeur de finalités. On retrouve là aussi art, science et ce qu'il nomme spiritualité plutôt que philosophie :  
« … 
Il nous faut distinguer trois types de finalités : en science, en art et dans la spiritualité. 
À quoi correspond la finalité en science ? La question posée, dans ce cas, est celle de la pertinence entre théorie et faits conquis, construits et constatés, en fonction d'une recherche de la vérité acceptant la controverse sur sa falsifiabilité par la communauté des savants. Même si l'épistémologie popérienne peut être légitimement remise en question dans les sciences sociales, comme le propose le sociologue Jean-Claude Passeron (1991) en réintroduisant leur nature historique, on constate l'importance du doute méthodique et d'une « philosophie du non » (G. Bachelard, 1981) au cœur des « structures des révolutions scientifiques » (Thomas Samuel Kuhn, 1983). 
La finalité en art s'appuie sur la réalisation et la symbolisation d'une œuvre, essentiellement personnelle, en fonction d'un réel imaginé et rendu sensible. Si la philosophie se caractérise par la création de concepts, la science se dirige vers les prospects et l'art s'ouvre aux percepts et aux affects. Selon Gilles Deleuze et Félix Guattari, (1991). Pour eux, l'art conserve et « ce qui se conserve, la chose ou l'œuvre d'art, est un bloc de sensations, c'est-à-dire un composé de percepts et d'affects  » (p. 154). 
La finalité dans la vie spirituelle espère atteindre un sentiment vécu de l'unité de tout ce qui est, perçue à chaque instant et en chaque lieu dans le monde, un vécu quasiment intraduisible dans le langage rationnel et prosaïque. 

L'éducateur devient un « articulateur de finalités » pour tous, par le truchement d'un langage métaphorique approprié. Il fonctionne en étoiles. Il n'est que le spécialiste du « presque rien » et du « je ne sais quoi » (V. Jankélévitch), mais le curieux de tout. Son esprit est analogique, sa pratique est multiréférentielle. Il disjoint ce qui est confondu et relie ce qui est séparé. Il possède éminemment le sens de l'unidiversité et de la complexité humaine dont parle E. Morin (1994). »

## L'Éducation jungienne et les sciences de l'éducation
Comme de nombreuses approches de Carl Gustav Jung, son approche de l'éducation, a donné lieu, à une continuité théorique mais aussi à des recherches.

### Le concept d'autorisation noétique
D'autres auteurs en sciences de l'éducation se sont interrogés autour de l'autorisation noétique, ce fameux « chemin » et « cheminement » dont parlent les pédagogues. Comme Joëlle Macrez-Maurel qui interroge le concept du « chemin » des pédagogues  mais aussi le concept d'individuation de Carl Gustav Jung.
« L'autorisation noétique est un cheminement de connaissance de soi, un voyage intérieur (et/ou extérieur) durant lequel un processus interne et continu de transformation de Soi démarre lorsque l'individu s'ouvre (à la suite d'un flash existentiel, une prise de conscience de son ignorance et de sa souffrance, ou à un questionnement sur le sens de la vie) à un profond désir de changement et se confronte à l'inconnu, rencontre des archétypes ou symboles numineux qui le touchent, l'ébranlent et lui dévoilent le réel derrière la réalité, l'esprit derrière la psyché, le monde ontologique derrière le monde des apparences, le monde de l'intelligence derrière le monde de la signification. »

## Être un pédagogue jungien ou pas?

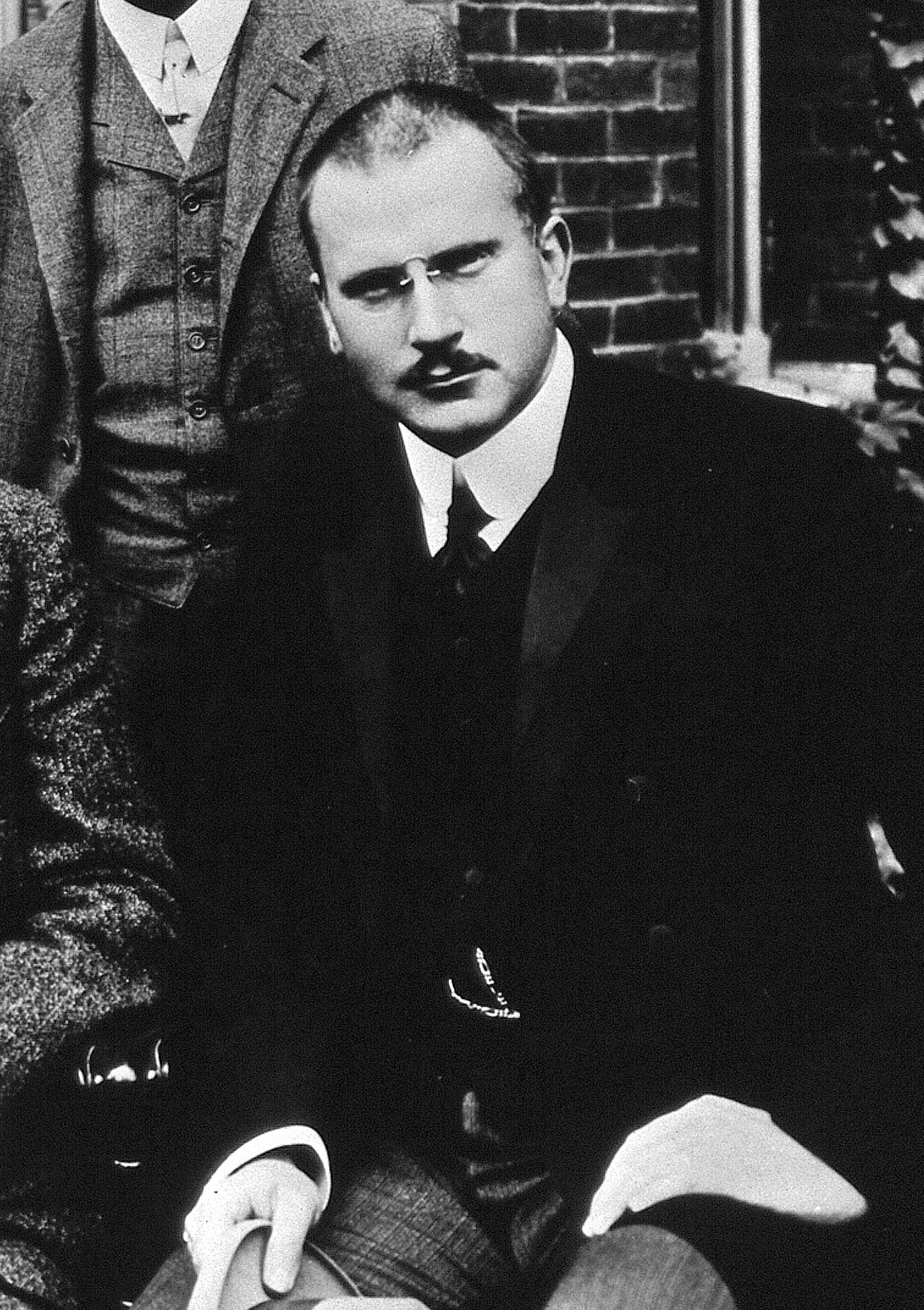
Carl Gustav Jung.

### La position de Carl Gustav Jung
Dans une lettre envoyé en 1946 au docteur  Van Hoop, Carl Gustav Jung déclarait : 
« … Je ne puis qu'espérer et souhaiter que personne ne sera « jungien ». Je ne défends pas une doctrine, mais décrits des faits et propose certaines affirmations que je tiens pour susceptibles d'être discutées. Je n'annonce pas d'enseignement tout prêt et systématique et j'ai horreur des suiveurs aveugles. Je laisse à chacun la liberté de venir à bout des faits à sa manière, car je revendique également pour moi cette liberté.
 »

### La position de Carole Sédillot
Dans son ouvrage « Abc de la psychologie jungienne », page 333, Carole Sédillot dit :
« …  Bien sûr nous sommes nombreux à revendiquer l'esprit jungien laissé en héritage par un être qui eut le génie d'associer dans sa thérapeutique, la dimension divine à la dimension humaine. Nous sommes également conscients que, quelle que soit la voie initiatique de chacun, il n'y a aucune panacée universelle ni aucune méthode systématique.»
 »

### La position de Patrick Estrade
Patrick Estrade a été formé à la psychologie jungienne. Il a d'une part investi l'action pédagogique (il a centré son sujet de recherche sur la dynamique des relations interpersonnelles et les conflits) et d'autre part, selon ses propres mots, il se situe « au carrefour de la psychologie, de la philosophie et de la spiritualité », préfère se présenter comme un « passeur de valeurs ».